# Sacré-Cœur-Deslandes
Sacré-Cœur-Deslandes (parfois orthographié Sacré-Cœur-des-Landes, Deslandes dans sa forme raccourcie) est un lieu-dit de la ville de Sainte-Anne-des-Monts, en Gaspésie–Îles-de-la-Madeleine, au Québec. Autrefois un village colonisé dans les années 1930, sa population est relocalisée entre 1970 et 1974 selon les recommandations du Bureau d'aménagement de l'Est du Québec.